# Другий канал Польського радіо
Другий канал Польського радіо, скорочено PR2 (пол. Polskie Radio Program II, Dwójka, Radiowa Dwójka, Program Drugi Polskiego Radia) — польська суспільна радіостанція, яка входить до національного мовника «Польське Радіо». Регулярно мовить з 3 жовтня 1949 року.
Станція мовить через наземні передавачі, інтернет, HbbTV та цифрові платформи nc+ та «Cyfrowy Polsat».
Радіостанція транслює культурні програми, що популяризують літературу та філософію, а також класичну, джазову та народну музику, вистави. У програмі є інтерв'ю культурних та наукових діячів.
Згідно з опитуванням Radio Track (зроблене MillwardBrown SMG / KRC) за період з вересня по листопад 2015 року, рейтинг аудиторії Другого каналу становив 0,6 %, що позначало 17-ту позицію серед радіостанцій Польщі.

## Мережа
Міста, передавачі та частоти
| - Біла Підляська – 98,3 MHz - Бялогард/RTCN Sławoborze – 98,2 MHz - Білосток – 106,4 MHz - Бельсько-Бяла – 104,5 MHz - Бидгощ/RTCN Trzeciewiec – 97,6 MHz - Ченстохова/RTCN Wręczyca – 90,6 MHz - Демблін/RTCN Ryki – 88,7 MHz - Душники-Здруй – 93,2 MHz - Ельблонг/RTON Jagodnik – 102,3 MHz - Гданськ – 89,5 MHz - Гдиня – 97,2 MHz - Гіжицько/RTCN Miłki – 92,6 MHz - Ґожув-Велькопольський – 90,7 MHz - Ілава/RTON Kisielice – 102,7 MHz - Ярослав – 93,8 MHz - Каліш/RTCN Mikstat – 95,6 MHz - Катовиці/RTCN Katowice/Kosztowy – 105,6 MHz - Кельці – 102,7 MHz - Клодзько – 92,4 MHz - Конін – 95,0 MHz - Кошалін/RTCN Gołogóra – 93,8 MHz - Краків – 102,0 MHz | - Криниця-Здруй/TSR Jaworzyna Krynicka – 89,6 MHz - Кудова-Здруй/RTON Góra Parkowa – 91,2 MHz - Легниця – 105,3 MHz - Лешно – 88,7 MHz - Лемборк/RTON Skórowo Nowe – 88,2 MHz - Любачів – 88,4 MHz - Любань - Сверадув-Здруй/Stóg Izerski – 93,2 MHz - Люблін – 91,8 MHz - Лодзь – 91,4 MHz - Новий Сонч/Wysokie – 99,1 MHz - Новий Томишль/SLR Bolewice – 107,7 MHz - Ниса – 91,5 MHz - Ольштин/RTCN Olsztyn Pieczewo – 93,7 MHz - Опочно та Пшисуха/RTCN Kozłowiec – 104,8 MHz - Ополе/RTCN Chrzelice – 94,5 MHz - Остроленка/Ławy – 96,3 MHz - Піла — 102,5 MHz - Плоцьк/RTCN Rachocin – 98,1 MHz - Польковіце – 95,7 MHz - Познань – 89,1 MHz | - Пшасниш – 107,1 MHz - Перемишль/RTCN Tatarska Góra – 94,1 MHz - Рабка-Здруй/RTON Luboń Wielki – 90,4 MHz - Радом – 100,3 MHz - Ряшів/RTON Baranówka – 105,8 MHz - Седльце – 94,6 MHz - Старгард – 107,6 MHz - Сувалки/RTCN Krzemianucha – 92,0 MHz - Щецин – 96,3 MHz - Тарнів/Lichwin – 88,6 MHz - Валбжих/Chełmiec – 87,9 MHz - Варшава – 104,9 MHz - Влоцлавек/Szpetal Górny – 93,9 MHz - Володава – 102,5 MHz - Вроцлав/RTON Żórawina – 87,7 MHz - Закопане/RTON Gubałówka – 90,9 MHz - Замостя/RTCN Tarnawatka – 87,6 MHz - Зелена Гура/RTCN Jemiołów – 89,9 MHz - RTCN Żagań – 104,7 MHz - Живець/Góra Grojec – 95,1 MHz |

FM-сигнал Другого каналу покриває 60 % території країни. З 1 жовтня 2013 року станція мовить у цифровому DAB+.